# Парламентская демократия в Латвии (1920—1934)
Парламентская демократия в Латвии началась с выборов Учредительного собрания 1 мая 1920 года, а закончилась с роспуском IV Сейма после переворота 15 мая 1934 года, совершённого Карлисом Улманисом.

## Избрание Учредительного собрания
19 августа 1919 года Народный совет Латвии принял закон о выборах в Учредительное собрание. Это обеспечивало максимально широкое представительство мнения народа. Право голоса имели граждане обоих полов, достигшие 21 года. Гражданство получали все, кто проживал на территории Латвии до начала Первой мировой войны. Закон не устанавливал процентного барьера для отсеивания мелких партий. На 150 мест претендовали 25 партий и политических групп. По окончании освобождения Латгалии состоялись выборы в Учредительное собрание 17-18 апреля 1920 года. Социал-демократы получили 57 мандатов в Учредительном собрании; 26 мандатов получил Латышский крестьянский союз, 17 мандатов получила Латгальская Крестьянская партия. Всего было избрано 16 партий и политических групп. Среди национальных меньшинств наиболее представлены были балтийские немцы и евреи.

## Работа Учредительного собрания
Главной задачей Учредительного собрания была разработка проекта Конституции (Сатверсме). В то же время оно действовало как государственный парламент, принимая законы, касающиеся повседневной жизни и утверждая правительства.

### Принятие Конституции
Уже в 1918 году, провозглашая независимость Латвии, Народный Совет определил основы государственного устройства — это будет демократическая парламентская республика. Текст Конституции в значительной степени использовал конституцию Веймарской республики, которая считалась наиболее современной и демократичной. Широкие споры возникли по поводу института президента, который социал-демократы считали ненужным, поскольку функции главы государства должен выполнять спикер Сейма. Другие партии, следуя примеру США, хотели всенародно избранного президента. Избираемый Сеймом президент — это компромиссное решение. Не увенчалась успехом и попытка социал-демократов утвердить проект 2 части Сатверсме, который предусматривал широкие политические и гражданские права граждан. Таким образом была создана парламентская республика, в которой Сейм избирается на три года без процентного барьера для мелких партий.

### Признание независимости
Важнейшей задачей латвийских политиков в первые годы существования страны было добиться дипломатического признания со стороны великих держав. Хотя де-факто независимость Латвии уже признал ряд государств Европы и мира, а в 1920 году Латвия заключила мирный договор с Советской Россией и возобновила отношения с Германией, самым важным было заручиться признанием де-юре со стороны держав Антанты, что было достигнуто на 26 января 1921 года, при том, что США признали Латвию только в июле 1922 года. 22 сентября 1921 года Латвия была принята в Лигу Наций.

### Аграрная реформа
Из-за Первой мировой войны число людей, проживающих на территории Латвии, сократилось с 2,55 млн до 1,59 млн человек. Население Риги уменьшилось в два раза. Около 3/4 населения проживало в сельской местности, где почти 60 % земель принадлежало немецким и польским дворянам, чьи владения часто были размером в несколько тысяч гектаров. Латышские старовладельцы купили в 19 веке свою землю у помещиков, однако большинство крестьян были безземельцами, работавшими на чужой земле. Аграрная реформа началась осенью 1920 года с национализации усадебных и церковных земель. Новые хозяйства теперь не могли быть больше 22 га. Реформа предоставила крестьянам модель натурального хозяйства. На месте выращивания зерна помещиками развивалось разведение домашнего скота и молочное производство. С первых же лет стало ясно, что многим крестьянам придется разориться, а модель мелких землевладельцев не является экономически жизнеспособна. Не хватало как рабочей силы, которую все больше привлекали из Литвы и Польши, так и финансов, необходимых для интенсивной обработки малых земельных владений. Создавались молочные кооперативы, и государство строило сахарные заводы. Если бы независимость Латвии продлилась дольше, произошел бы естественный переход от малых к более крупным и экономически жизнеспособным хозяйствам и формам ведения хозяйства.

## Главы государств и правительств
[[Attēls:Marģera_Skujenieka_valdība_1931._gadā.jpg|справа|мини| 2-й Кабинет Министров В помещении Государственной канцелярии, 1931 год. Справа налево: Робертс Ивановс, Владислав Рубулис, Карлис Рейнхольдс Зариньш, Вилис Гулбис, Янис Балодис, Маргерс Скуениекс, Янис Каулиньш, Давидс Рудзитис, Антонс Курситис, Атис Кениньш]]

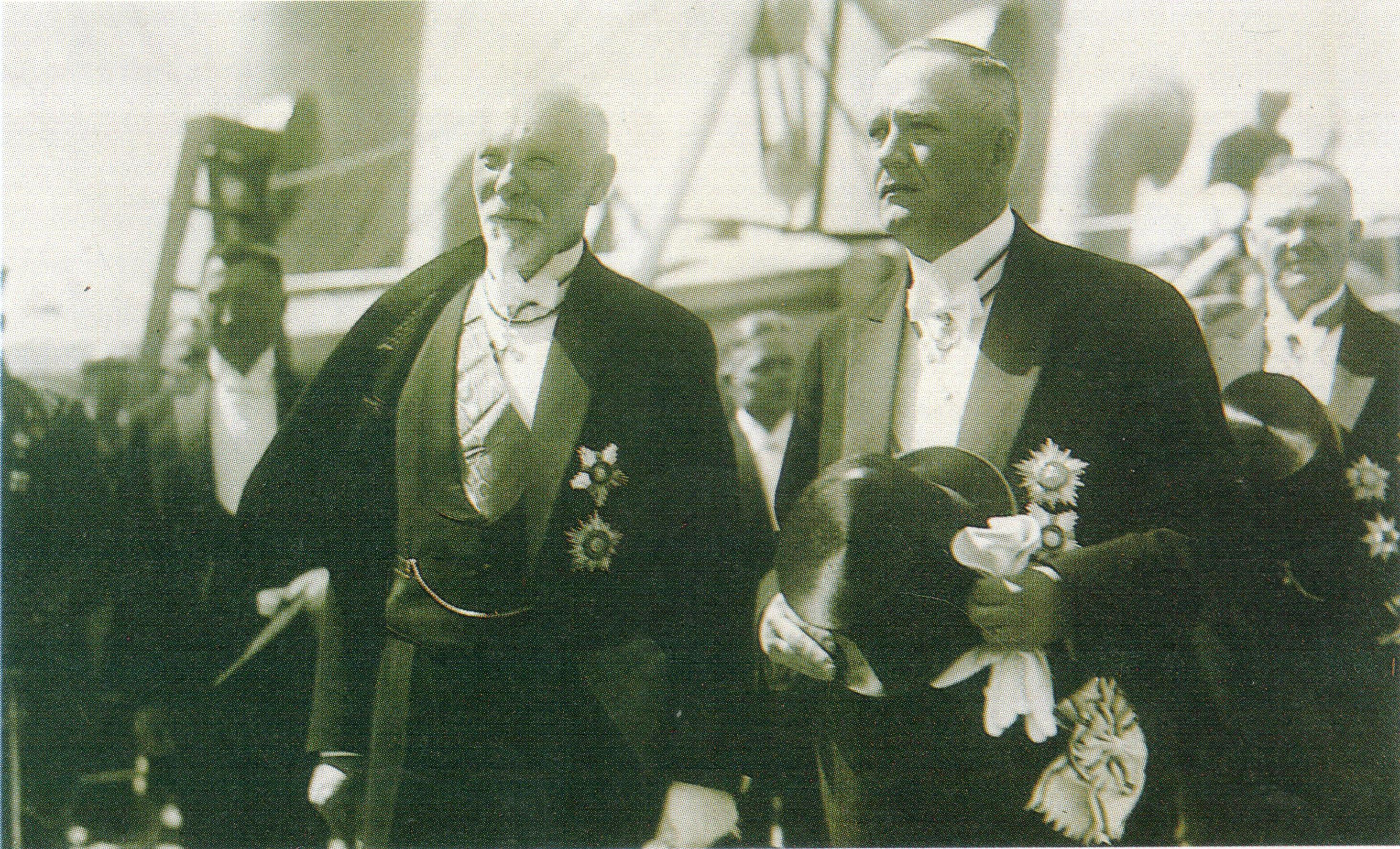
Чаксте и Реландер, президент Финляндии, 1929 г.

Янис Чаксте, председатель Учредительного собрания, был избран первым президентом государства получив 92 голоса. На вторых президентских выборах Райнис получил 33 голоса, Улманис — 32 голоса, а Чаксте — 29 голосов. После снятия кандидатуры Райниса, Чаксте был избран с 60 голосами против 31 за Улманиса. После того, как Чаксте умер во время своего пребывания в должности, на пост президента баллотировались Альберт Квиесис, Петерис Юрашевскис, Волдемарс Замуэльс, Фридрих Весманис и Густавс Земгалс. 8 августа 1927 года Земгалс был избран 73 голосами. За время своего президентства Земгалс посетил Швецию в 1929 году, после чего в июне последовал ответный визит короля Швеции Густава V. Идти на второй срок Земгалс категорически отказался. 9 апреля 1930 года на пост президента баллотировались Паулс Калниньш и Альберт Квиесис. Победителем стал Квиесис, переизбранный на второй срок 4 апреля 1933 года.
Во время демократии было сформировано 16 кабинетов министров, но некоторые политики занимали пост премьер-министра несколько раз, а большинство правительств возглавляли представители Крестьянского союза. Министерские посты во многих правительствах также обычно занимали одни и те же политики, что обеспечивало определенную стабильность политического курса. Самая крупная партия, социал-демократы, представитель которой во всех Сеймах занимал пост председателя парламента, лишь дважды входил в состав правительства с министрами, предпочитая в остальное время оставаться в оппозиции к правительствам «буржуазных» партий. Для утверждения правительства требовалось лишь большинство участвующих в голосовании депутатов, поэтому у некоторых правительств была поддержка менее 50 депутатов. Первый кабинет министров Скуениека считается самым левым, так как социал-демократы составляли большинство в различных направлениях, а Райнис занимал пост министра.
В эти годы правительства возглавляли Карлис Улманис (ЛКС), Зигфридс Анна Мейеровиц (ЛКС), Янис Паулюкс (беспартийный), Вольдемар Замуэль (беспартийный), Хуго Целминьш (ЛКС), Артур Алберингс (ЛКС), Маргерс Скуениекс (Партия меньшевиков, Прогрессивное объединение), Петерис Юрашевскис (ДЦ) и Адолфс Блёдниекс (LJSP).

## Работа Сейма
В эти годы прошли 1-е выборы в Сейм, 2-е выборы в Сейм, 3-е выборы в Сейм и 4-е Выборы в Сейм. Явка избирателей была очень высокой — около 80 %. С возвращением военных беженцев и ростом населения число избирателей, принимавших участие в выборах, увеличилось с 797 662 на выборах в Учредительное собрание до 1,217 млн на 4-х выборах в Сейм. Количество голосов, необходимое для получения одного мандата, увеличилось, но не превысило 9672 голосов. Это позволило получить места в Сейме спискам нацменьшинств, регионов и религиозных конфессий. Начиная с 3-х выборов в Сейм каждый список должен был внести залог в размере 1000 латов, но в выборах все равно участвовало более 100 списков. Депутаты многих фракций обычно образовывали более крупные блоки интересов, взгляды которых обычно четко разделялись между защитниками капитализма и социализма, а также представителями нацменьшинств и латышей.
Председателем I Сейма был избран социал-демократ Фридрих Весманис, получившим 67 голоса, который ушел в отставку 13 марта 1925 года, чтобы стать послом Латвии в Великобритании. Паулс Калниньш, социал-демократ, был избран вместо него и сохранял за собой этот пост до переворота 1934 года.

### Партии
В эти годы действовали десятки партий. Некоторые из них основывались на определенной идеологии (социал-демократы); защищали меньшинство (немецко-прибалтийское, еврейское и русское); или интересы регионов (Латгале), но в большинстве своем это были небольшие группировки, опиравшиеся на каких-то видных лидеров, вхождение которых в Сейм в количестве 1-2 депутатов обеспечивало политическую и экономическую ситуацию. Самой крупной партией были социал-демократы во главе с Паулсом Калныньшем. Число голосов, отданных за партию постепенно снижалось. Второй по величине партией был Латышский крестьянский союз во главе с Карлисом Улманисом. Количество голосов, набранных этими партиями, и особенно Улманисом, также постепенно уменьшалось.
Партии условно можно было разделить на гражданские, которые отстаивали существование независимого Латвийского государства, и идеологические (социал-демократы, коммунисты), для которых более важным была международная классовая борьба и революция пролетариата. Гражданские партии регулярно критиковали социал-демократов за готовность сотрудничать с большевиками и за выход из Народного Совета в критические месяцы борьбы за независимость (1918—1919 годы), а также за поведение во время независимой Латвии, когда социал-демократы продолжали использовать красный флаг на митингах и петь Интернационал.
Внутри социал-демократов было несколько фракций, расходившихся во взглядах на возможное участие в коалиционных правительствах и сотрудничество с коммунистами. Идеологическое присутствие в оппозиции означало защиту все более левой позиции. В 1921 году социал-демократы образовали военизированную организацию «Strādnieku sports un sargs» («Рабочий спорт и страж»). 17 июля 1921 года от социал-демократов отделилась Партия меньшевиков во главе с Маргерсом Скуениексом. Меньшевики сразу присоединилась к правительству Мейеровица и в последующие годы регулярно включались в состав и руководство правительства. Ожесточенная борьба меньшевиков и социал-демократов привела к решению социал-демократов в 1923 году присоединиться к недолгому правительству Паулюкса. После этого в партии меньшевиков начался раскол, и в 1929 году она прекратила существование.
Гражданские партии можно разделить на:
- В правом крыле (Национальный союз, Христианский национальный союз, Национальный союз крестьян), которые обычно имели менее 10 мест.
- Крестьянские партии, насчитывающие около 30 депутатов (Латышский крестьянский союз, Конгресс разрушенных земель и объединенный союз, латгальские партии).
- В левом крыле (Демократический центр, Латвийский союз новых крестьян, латгальские партии) около 10 мест. Эта группа депутатов на голосованиях колебалась между поддержкой гражданских партий и социал-демократов. Демократический центр раскололся на левое и гражданское крыло.[3]

С началом аграрной реформы в 1920 года возникла новая группа — новые крестьяне, у которых вскоре появились свои политические партии. Союз новых крестьян, возглавляемый Отто Нонацем, который стал первой подобной партией, наладил сотрудничество с социал-демократами.
Отличающаяся ситуация в Латгале, а также то, что региональные партии также могли участвовать в выборах в Сейм, привели к образованию в Латгале множества мелких партий. Наиболее заметными были — Партия христианских крестьян и католиков, Латгальская демократическая партия, Латгальский демократический крестьянский союз. Эти партии обычно защищали отличающиеся язык, религию и экономическое положение латгальцев.
Самым видным представителем гражданских партий правого крыла был Арведс Бергс и его Национальнре объединение. Хотя партия была невелика, большое влияние имели взгляды Берга, которые он публиковал в газете «Latvis» («Латыш»). Берга поддерживали богатые промышленники и Рижские богатейшие латышские домовладельцы.
Во время Учредительного собрания центр политического спектра занимали Латвийская демократическая партия Эраста Бите, Латвийская радикал-демократическая партия и Национально-демократическая партия Яниса Акуратера. Ведущие политики этих партий регулярно создавали новые партии или присоединялись к другим партиям. В центре стоял и Демократический центр Яниса Чаксте. Новые крестьяне Нонацса и Латгальская демократическая партия заняли центристскую позицию. Центристскую позицию поддерживала газета «Jaunākas Ziņas» («Новейшие известия»).

### Профсоюзы
Летом 1919 года восстановленные рижские профсоюзы объединились в Рижское центральное бюро профсоюзов. В 1920 г. было создано Латвийское центральное бюро профсоюзов, которое в 1921 г. объединяло около 40 000 рабочих. Эта организация раскололась между социал-демократами и коммунистами, которые контролировали Рижское центральное бюро с 15 000 членов. К 1930 г. в коммунистических союзах осталось около 5000 членов, а в 1931 г. правительство их запретило. Контролируемое социал-демократами Латвийское центральное бюро профсоюзов, возглавляли Андрейс Вецкалнс, Эрнест Морицс, Янис Вишня, и в 1934 году оно объединяло 29 профсоюзов с 30 000 членов. Еще один раскол произошел в 1926 г., когда граждански настроенные рабочие сформировали Центральный союз госслужащих, в который также вошел профсоюз железнодорожников и полицейских. Число членов этой организации достигло 15 000. Также существовал ряд независимых профсоюзов, объединяющих мелкие и творческие профессии.

### Политические экстремисты
Национальные экстремисты объединялись вокруг идеи, что Латвия должна быть латышской. Мало того, что латыши получили политическую власть и в руки латышей попали и сельскохозяйственные земли. Почти 60 % предприятий по-прежнему принадлежали евреям, балтийским немцам и иностранцам. Более половины врачей и юристов были евреями и балтийскими немцами. Националистические организации также возникли как противовес коммунистам и социал-демократам. 29 августа 1922 года был образован Латышский Национальный Клуб, принимавший участие не только в полемике, но и в уличных драках с социал-демократами. Число членов приближалось к 3500. Когда в 1925 году члены клуба бросили гранату в редакцию газеты «Sociāldemokrāts» («Социал-демократ») и убили в столкновении 15 февраля одного члена «Strādnieku sports un sargs», он был приостановлен приказом министерства внутренних дел. Клуб был быстро преобразован в Клуб Латышских Националистов, который был закрыт решением министра внутренних дел от 19 февраля 1927 года. 27 апреля члены закрытого клуба основали Латвийский Союз Активных Националистов.
В этих клубах активно принимали участие Индрикис Поне и Эрнест Бланк. Клуб поддерживали генерал Петерис Радзиньш, полковники Карлис Раматс и Кришс Кукис, а также будущий генерал Гуго Розенштейн. В 1925—1928 годах клуб издавал газету «Imantas gars» («Дух Иманты») и «Brīvais Imantas gars» («Свободный дух Иманты»).
В 1931 году Густавс Целминьш с единомышленниками основали Угунскрустс. После закрытия 30 марта 1933 года возобновила свою деятельность как Перконкрустс, насчитывавшая около 6000 членов. Целминьш издавал газеты «Угунскруст» и «Перконскруст». 30 января 1934 года движение было вновь запрещено и в дальнейшем оно действовало в подполье вплоть до депортации Целминьша из Латвии в 1937 году.
Крайне левое крыло заняли коммунисты. Поскольку партия была запрещена, коммунисты действовали в подполье, организовывая различные рабочие и спортивные организации, которые часто закрывались властями. Коммунисты проникали в руководства социал-демократических профсоюзов и кооперативов, где им симпатизировало левое крыло партии. Чтобы легализоваться, коммунисты основали Латвийскую Независимую социалистическую партию. Коммунисты, замаскированные под различными названиями профсоюзов и рабочих партий, принимали участие в местных выборах, получая депутатские мандаты.
На 3-х и 4-х выборах в Сейм они участвовали как «Партия рабочих и крестьян», получив 6 и 7 мандатов соответственно. Под тем же названием они получили мандаты в нескольких самоуправлениях. Одним из самых видных коммунистов был Линард Лайцен, который вместе с несколькими другими депутатами-коммунистами решил перебраться в СССР, где они были расстреляны во время сталинского террора. Остальных депутатов из Сейма IV созыва выгнали 21 ноября 1933 года и арестовали.

## Население
Если в 1914 г. в Латвии жило 2,555 миллиона человек, то в 1917 г. население сократилось почти до одного миллиона. В 1920 г. в Латвии образовалась нехватка 400 000 человек самого трудоспособного возраста (20-40 лет). Общая численность населения страны увеличилась с 1,480 млн в 1919 г. до 1,884 млн в 1928 г. В основном это было связано с возвращением беженцев. Рождаемость превышала смертность примерно на 13 000 в год. Естественный прирост на 10 000 населения в Латвии составил 73, в то время как в Финляндии — 85, в Швеции — 57, в Эстонии — 31.
Из-за промышленности, разрушенной войной, в 1925 году 68,3 % населения работало в сельском хозяйстве и рыболовстве, а в промышленности — всего 11,1 %. В 1897 г. только 44 % работали в сельском хозяйстве и 27,2 % в промышленности и торговле. При этом, если до войны только 38,7 % населения имели оплачиваемую работу, то в 1925 г. количество увеличилось до 60,9 %. Это можно объяснить появлением женщин на рынке труда.

### Национальные меньшинства
Уже 8 декабря 1919 года Народный совет принял решение об автономии школ меньшинств. Они получили бюджет Министерства образования, соизмеримый с размером, и могли проводить обучение на родном языке. Немцам удалось признать Рижский институт Гердера частным высшим учебным заведением.
В 1925 году в Латвии проживали представители 46 народов. Самыми многочисленными меньшинствами в 1925 году были русские (193 648), евреи (95 675), немцы (70 964), поляки (51 143), беларусы (38 010), литовцы (23 192) и эстонцы (7893). В первые годы независимости особенно быстро увеличивалось число евреев и немцев, вынужденных эвакуироваться из Курземской губернии в 1915 году из-за войны. Оставшиеся в живых беженцы вернулись из СССР. Немцы и евреи традиционно жили в городах, где занимались торговлей, ремесленничеством и промышленностью. Русские и беларусы в основном занимались земледелием. В Риге и Лиепае меньшинства составляли около 40 % населения, в Резекне — 66 %, а в Даугавпилсе — 73 %.
Благодаря либеральному Закону о выборах многие партии национальных меньшинств получили возможность попасть в Сейм всего с парой депутатов. Особое единство проявил Партийный совет балтийских немцев, объединивший немецкие партии. В выборах приняли участие более 99 % немцев, что обеспечило успех немецкой коалиции. Между тем голоса русских, старообрядцев и евреев разделились на множество мелких партий.
После прихода Гитлера к власти активизировались местные немецкие националисты под предводительством Эрхарда Крегера. 1 марта 1933 года начала выходить пронацистская газета Deutsche Zeitung. В июле Шимана, умеренного редактора Rigasche Rundschau, освободили от должности, поставив на его место симпатизирующего нацистам барона Ишкиля фон Гильдебранта. В немецких организациях быстро захватили власть сторонники нацистов. В июне начался бойкот товаров нацистской Германии, на что Германия отреагировала, запретив 10 июня экспортировать латвийское масло, сняв запрет 17 июня.

## Референдумы
За эти годы в Латвии было проведено четыре референдума, в которых избирателей участвовало всегда меньше, чем нужно. Первый референдум был связан с решением правительства и Сейма собор Св. Иакова, принадлежавший немецким и латвийским лютеранским приходам, в пользование католическому епископу. 1-2 сентября 1923 года был проведен референдум о том, что церкви и молитвенные дома нельзя отчуждать и передавать другой конфессии. В референдуме приняли участие 200 000 избирателей, что составляло около 20 % всех имеющих право голоса. Второй референдум был проведен о предоставлении латвийского гражданства. 2 июня 1927 года Сейм принял закон, позволявший всем, кто проживал на территории Латвии в течение шести месяцев до начала войны 1 августа 1914 года, получить гражданство. Хотя поправка была принята для облегчения возвращения военных беженцев из СССР, она также открыла дорогу многим евреям. Сейм отклонил подписанное 200 000 гражданами ходатайство об отмене этого изменения в законе, 17-18 декабря 1927 года состоялся референдум, в котором участвовало 250 000 избирателей, и опять не хватило голосов. Третий референдум был связан с принадлежностью Рижского Домского собора. Хотя он был передан в пользование латвийскому лютеранскому архиепископу, он по-прежнему принадлежал немецкой лютеранской общине. 5-6 1 декабря 1931 года был проведен референдум, на котором почти 400 000 избирателей проголосовало за отнятие церкви у немцев. Не смотря на то, что голосов и в этот раз не хватило, Сейм, отреагировав на большое число участников референдума, вскоре принял закон, лишающий немецких лютеран Домского собора. 24-25 февраля 1934 года по инициативе социал-демократов был проведен референдум о введении пособий по старости, нетрудоспособности и по безработице. Они должны были финансироваться за счет взносов работодателей, муниципалитетов и состоятельных жителей. В поддержку законопроекта было собрано почти 200 000 подписей, и более 400 000 избирателей участвовало в референдуме, чего не хватило для большинства. Сейм также отклонил этот законопроект.
Помимо этих четырех референдумов сбор подписей за референдум запускался еще трижды. В ноябре 1923 года начали собирать подписи, чтобы владельцы земель и усадеб, национализированных в ходе аграрной реформы, получили компенсацию. Сейм решил этот вопрос путем принятия закона. В августе 1929 года начался сбор подписей за отмену обещанных и предоставленных немецко-балтийским добровольцам ландесвера во время войны за независимость льгот по приобретению земли. Сейм отреагировал, приняв решение не в пользу ландесверцев. В июле 1933 года начался сбор подписей за снижение необходимого на народных референдумах числа избирателей, но идея сама пошла на убыль.

## Разрушение парламентской системы
Еще до начала Великой депрессии авторитарные режимы и диктатуры по внутренним политическим причинам стали заменять парламентские системы в ряде европейских стран. Направленные против демократии силы еще больше усилились в годы экономического кризиса. В Латвии модель Сейма критиковали не только экстремисты, но и ведущие политики и публицисты (Арведс Бергс). Отчасти это вызывало соприкосновение идеалов великой свободы с реальностью парламентских компромиссов и партийных коалиций. Это недовольство было также вызвано растущим количеством провалов крупных партий на выборах и правительственными кризисами, которые были вызваны самими политиками. Вместо того, чтобы уменьшить раздробленность Сейма путем введения процентного барьера для попадания в Сейм (как это происходит сегодня), 3 ноября 1933 года Улманис опубликовал проект поправки к Сатверсме, которая сократила бы число депутатов Сейма и ввела бы избранного народом президента, преобразовав государство в смешанную республику. Хотя социал-демократы, партии меньшинств и латгальские партии выступили против предложения Улманиса, Сейм поддержал некоторые предложения в измененном виде, поддержав 4 мая идею народно избранного президента. Окончательное голосование по этим поправкам было назначено на вторую половину мая 1934 года.

## Внешняя политика
Только одна страна рядом с Латвией, Швеция, существовала до 1918 года как независимое государство, сохранив нейтралитет в войне и обойдясь без революции или гражданской войны. У созданных на руинах империй государств Европы были территориальные претензии друг к другу. Обостренное в годы войн и гражданских войн национальное самоопределение мешало находить компромиссы во внутренней и внешней политике. В новых странах не хватало опытных дипломатов, а руководящие должности часто занимали любители. В Балтийском регионе отсутствовала великая держава, которая могла бы взять на себя формирование единого политического блока. Для Великобритании и Франции после окончания Российской интервенции этот регион не был стратегически важен. У Швеции таких амбиций не было. Германия и Советская Россия по-прежнему воспринимались как опасные страны. Восстановленная Вторая Польская Республика не смогла разрешить конфликт с Литвой, была слишком амбициозной и скорее подрывала Балтийское единство. Финляндия, хотя и большая территориально, имела небольшое население, и после быстрого разочарования в создании Балтийского блока она все больше сближалась со Швецией.
В 1928 году в Латвии действовало 21 государственное посольство (США, Бельгия, Чехословакия, Дания, Франция, Нидерланды, Эстония, Италия, Япония, Великобритания, Литва, Норвегия, СССР, Польша, Румыния, Финляндия, Испания, Венгрия, Германия, Ватикан, Швеция), а также консульства и генеральные консульства 45 стран, многие из них располагались в крупных портовых городах и в Даугавпилсе. С некоторыми странами (Эстония, Италия, Финляндия, Австрия и Германия) существовал безвизовый режим.

## Религия
Перепись 1935 года показала, что 55,15 % населения — лютеране, 24,45 % — католики, 8,94 % — православные, 5,5 % — старообрядцы и 4,79 % — иудеи . Оставалось еще около 10 000 баптистов и 2 000 адвентистов. Таким образом, большая часть общества находилась под влиянием ценностей западного христианского мира. Аграрная реформа отрицательно сказалась на финансовом положении церквей и приходов, так как государство национализировало поместные земли 171 пастора на 59 854 гектара.
Большие изменения произошли в лютеранской церкви, где еще в 1914 году большинство священников были балтийскими немцами. 23 февраля 1922 года Карлис Ирбе был избран епископом Евангелическо-лютеранской церкви Латвии. Он не согласился с проводимой правительством передачей Домского собора общине балтийских немцев и в 1931 году ушел в отставку. Следующим архиепископом был избран Теодор Гринберг. Немецкие лютеранские приходы действовали обособленно, их возглавлял епископ Пелхауc (Poelchau).
Католики, большая часть которых проживало в Латгалии, также оказались в новой ситуации. В 1919 году епископ Язепс Ранцанс отправился в Рим, где его попросили возобновить должность католического архиепископа Риги и объединить под своей властью всех латышских католиков. В 1920 году новым католическим епископом Риги стал Антоний Спринговичс. 30 мая 1922 года Латвия подписала конкордат с Папой Римским, который был ратифицирован Учредительным собранием 19 июля. При заключении конкордата правительство обязалось передать один кафедральный собор в Риге в пользование архиепископу, а потом оно должно было лишить лютеран церкви Св. Иакова, это решение вызвало многочисленные протесты и проведение референдума.
Православной церковью с 1921 по 1934 год руководил Иоанн Поммер, причисленный к лику святых в 2001 году. Старообрядцев, проживающих в основном в Риге и Латгале, в Сейме представлял Центральный комитет старообрядцев, которыми руководил Мелетий Каллистратов.
В 1923 году начала формироваться религия неоязычников Диевтуриба, официально зарегистрированная в 1926 году. Эрнест Брастиньш стал лидером этой религии.

## Социальная политика
Закон предусматривал 8-часовой рабочий день и двухнедельный отпуск для рабочих. Пенсии получали только работники госучреждений. Развивались фонды медицинского страхования, для членов которых медицинские услуги были дешевле или вообще бесплатны. Началось строительство школ. Хотя население города сократилось, Рижское самоуправление строило множество многоквартирных домов.

## Развитие литературы
Создание государства позволило Райнису и Аспазии вернуться из ссылки. Активными в политике были также известные авторы того времени, такие как Анна Бригадере, Карлис Скалбе, Янис Яунсудрабиньш, Эдвардс Вирза, Янис Акуратерс, Александрс Гринс, Ансис Гулбис, Валдемарс Дамбергс, Аугустс Саулиетис. Крестьянскую жизнь описывали Андрей Упитс, Альфред Дзилюмс, Янис Сартс. Фольклорные мотивы использовал Янис Веселис. Популярными были Павилс Розитис, Екаб Яншевскис, Аида Ниедра, Янис Эзериньш, Карлис Зариньш, Вилис Плудонис. Помимо уже упомянутых, в поэзию вошли Петерис Эрманис, Янис Судрабкалнс, Янис Земельниекс, Рихардс Рудзитис, Валдис Гревиньш, Аустра Скуйня, Александр Чак, Эрик Адамсонс, Янис Меденис.

## Экономика
мини|330x330пкс| Пассажирский вагон, изготовленный на рижском заводе «Феникс». Всего с 1925 по 1931 год на двух латвийских заводах было выпущено 175 таких вагонов II и III класса для местного и международного сообщения.
В последние десятилетия перед Первой мировой войной в Латвии стремительно создавались крупные фабрики с многими сотнями и тысячами рабочих. В дополнение Рижскому порту вырос Лиепайский порт, ставший крупнейшим пунктом эмиграции российских евреев в США. Во время войны большая часть промышленного оборудования была вывезена в Россию, а оставшаяся инфраструктура сильно пострадала во время войны и освободительных боев. В 1920 году четверть всех зданий в Латвии (78 278 зданий полностью и 104 574 здания частично) было разрушено из-за военных действий. Жители покинули Курземе и Земгале в связи с эвакуацией. Фабрики были эвакуированы во Внутреннюю Россию. Железнодорожная линия была уничтожена. В Россию был эвакуирован также и торговый флот. Из развитой провинции огромной империи Латвия стала небольшим государством, которое, отрезанное от своего традиционного рынка сбыта продуктов и сырья, соперничала с таможенными тарифами других государств. Всю производственную инфраструктуру пришлось адаптировать к новой ситуации. В 1920 году в стране было зарегистрировано 430 промышленных предприятий с 21,3 тыс. рабочих, что составляло 23 % от объема в 1910 году. В 1925 году насчитывалось 2839 предприятий, на которых работало 49,9 тыс. рабочих. Если в 1913 году на экспорт вывозилось 74 % произведенных на территории Латвии промышленных товаров, то в 1925 году экспортировалось 14 % товаров.
На смену крупным фабрикам и производствам пришли гораздо более мелкие производственные предприятия, которые концентрировались в основном на внутренний рынок. Вместо тяжелой промышленности развивалась пищевая и легкая промышленность, которой было достаточно местного сырья. Быстро рос экспорт древесины и льна. За короткое время Латвия из страны, импортирующей зерно превратилась в страну-экспортера зерна. К 1927 году цена на рожь на мировом рынке упала на 30 %, а на сливочное масло выросла на 50 %. Крестьяне начали экспорт сливочного масла и бекона. Большая часть экспортируемого сливочного масла отправлялась в Германию. Крупнейшими торговыми партнерами Латвии были Великобритания и Германия, а контрольный пакет акций во многих отраслях принадлежал иностранному капиталу. К концу 1925 года иностранные предприниматели вложили в латвийские предприятия 74,2 миллиона латов. В 1921 году доля Германии в импорте Латвии достигла 48,1 %, 42,3 % в 1922 году, 45,2 % в 1923 году, 8,9 % в 1924 году и 41,4 % в 1925 году.
| Инвестиции(млн Ls) | 1925 | 1926 | 1927 | 1928 | 1929 |
| ------------------ | ---- | ---- | ---- | ---- | ---- |
| Германия           | 5,8  | 9,5  | 12,5 | 16.1 | 18.1 |
| Великобритания     | 6    | 8.1  | 10,6 | 13,7 | 13.3 |
| США                | 4.6  | 7,8  | 8.2  | 8    | 8.3  |
| Во Франции         | 7.2  | 8    | 8,9  | 9.1  | 4    |

С постепенным развитием торговли между новыми и старыми европейскими государствами возобновился экономический рост, прерванный Великой депрессией. В Латвии развивалось производство товаров с высокой добавленной стоимостью — радиоаппаратура, машиностроение, химическая переработка. С поддержкой государства основывается ВЭФ. В 1923 году в Риге началось производство телефонов, в 1924 году радиоприемников и начался их экспорт. Рядом находился вагоностроительный завод «Феникс», производивший железнодорожные вагоны. Из небольшой мастерской в 1925 году «Rīgas audums» Роберта Хирша выросла в крупную компанию. Развилось производство сельхозтехники для нужд многих новых крестьян — картофелеуборочных машин, молотилок, косилок.
В первые годы независимости государственный бюджет составлял около 160 миллионов латов, из которых около 25 % тратилось на оборону, 11 % на образование и 23 % на различные капиталовложения. Льняная монополия уже в 1929 г. была убыточной, а спиртовая монополия давала от 12,7 до 18,4 % государственных доходов.
28 июня 1926 года было заключено Латвийско-Германское торговое соглашение. Германия отказывалась выплачивать какую-либо компенсацию за ущерб, причиненный во время оккупации, а Латвия отказывалась выплачивать компенсацию немецким дворянам за имущество, национализированное в ходе аграрной реформы. После подписания договора торговля и немецкие инвестиции в Латвии начали стремительно расти. 2 июня 1927 года был заключен торговый договор между Латвией и СССР сроком на пять лет, по которому СССР обязывался закупать латвийские товары на сумму 40 млн латов каждый год, что, однако, не выполнялось полностью. Министр иностранных дел Антонс Балодис заявил, что торговое соглашение с СССР испортило традиционно хорошие отношения с Великобританией.
В 1929 году Латвия импортировала товаров на 362 миллиона латов, но экспортировано на 271 млн лат. Импорт из Германии составил 148 миллионов латов, тогда как экспорт составил всего 72 млн лат. В латвийском экспорте около 50 % составляли сельскохозяйственные продукты (20 % лен, 20 % сливочное масло и 10 % прочие товары). В 1929 г. в Великобританию было отправлено 100 % всего экспортируемого бекона, 49,5 % древесины, 42,7 % льна и 20,3 % масла.
В 1929 году в Латвии действовало три госбанка — Латвийский банк, Государственный Земельный банк и Латвийский Ипотечный банк, а также 19 частных банков и 605 кредитных союзов и обществ взаимного кредита.

### Великая Депрессия
Торговля с СССР несколько отсрочила наступление Великой депрессии, которая до Латвии добралась осенью 1930 года. Кризис особенно тяжело повлиял на химическую, металлообрабатывающую, резиновую, лесную, текстильную, и бумажную отрасли, так как эта продукция в основном экспортировалась. В 1932 году обанкротилось 249 предприятий. В целях защиты банков от массового изъятия депозитов с 21 июля 1931 года по 1 сентября 1933 года действовал запрет на изъятие более 5 % от депозита в неделю. К 1932 году цены на важнейшие экспортные товары — лён, сливочное масло, сало и лесоматериалы — упали на 30—50 %. Замученная Великой депрессией Германия 23 января 1932 г. удвоила ввозную пошлину на латвийское масло, а в конце года снова подняла ввозную пошлину и сократила разрешенный импорт масла до 5700 тонн в год. В январе 1932 г. число безработных достигло пика в 39 086 человек, который на самом деле мог быть на 30 % выше. Рост резко возобновился в 1933 году, когда сократилась безработица и дефицит бюджета с 24,2 миллиона в бюджетный год 1931/32 до 7,8 млн в бюджетный год 1933/34.
| Промышленность              | 1929  | 1930  | 1931  | 1932  | 1933  |
| --------------------------- | ----- | ----- | ----- | ----- | ----- |
| Валовой продукт (млн латов) | 446,9 | 443,5 | 356,1 | 284,8 | 312,1 |
| Работающие (тыс. чел.)      | 71,7  | 72,1  | 66,3  | 61,6  | 70,4  |

### Уровень жизни
Большая часть населения страны было занято в сельском хозяйстве, где зарплата была значительно ниже, чем в городах. До 1928 года зарплата сельхоз служащих постепенно увеличивалась: мужчины получали в среднем 601 лат в год в Видземе, а в Латгале 397 латов в год. В 1931 году зарплата упала до 531 лата в Видземе и до 365 латов в Латгале. По сравнению с последними довоенными данными, если годовой оклад годового служащего в 1914 г. составлял около 140 золотых рублей, то в 1929 г. он поднялся до 208 золотых рублей. В зимние месяцы обычно увеличивался уровень безработицы сезонных рабочих, но число зарегистрированных безработных обычно колебалось вокруг 5000. Для дальнейшего снижения затрат на рабочие выплаты крестьяне все чаще использовали сезонных летних рабочих и приглашенных рабочих из Литвы, Эстонии и Польши.
Летом 1929 г. средняя месячная зарплата на рижских заводах составляла 725 латов у директора, 390 латов у старшего бухгалтера и 160 латов у шофера. Осенью 1929 г. управляющий магазином зарабатывал в среднем 460 латов в месяц, в то время как продавцы — 145 латов. Зарплата у женщин обычно была на 5-20 % ниже, чем у мужчин: среднегодовая заработная плата мужчин, занятых в сельском хозяйстве, в 1928 году составила 563 латов, в то же время среднегодовая заработная плата женщин, занятых в сельском хозяйстве, в 1928 году составила 369 латов. Средняя дневная заработная плата квалифицированного работника выросла с 4,85 лата в 1925 г. до 5,75 латов в 1929 г., а квалифицированной работницы — с 2,50 до 2,95 лата. Водители рижского трамвая зарабатывали 139,30 латов, а контролеры 236,50 латов в месяц.
Аренда однокомнатной квартиры (с кухней) в Латвии в 1925 г. составляла в среднем 7 латов в месяц, а в 1929 г. — 9 латов в месяц. При этом средняя арендная плата за трехкомнатную квартиру увеличилась с 20 латов в месяц до 26 латов. В 1929 г. плата за трехкомнатную квартиру в Риге составляла 40 латов в месяц. Это были официально установленные цены, а неофициально, особенно в Риге, они могли быть выше, достигая 20-30 латов за комнату.
В 1929 г. в стране было 362 забастовки, из которых 250 были политически мотивированными и 112 призывов к повышению заработной платы или выплате невыплаченной вовремя зарплаты.

### Введение лата

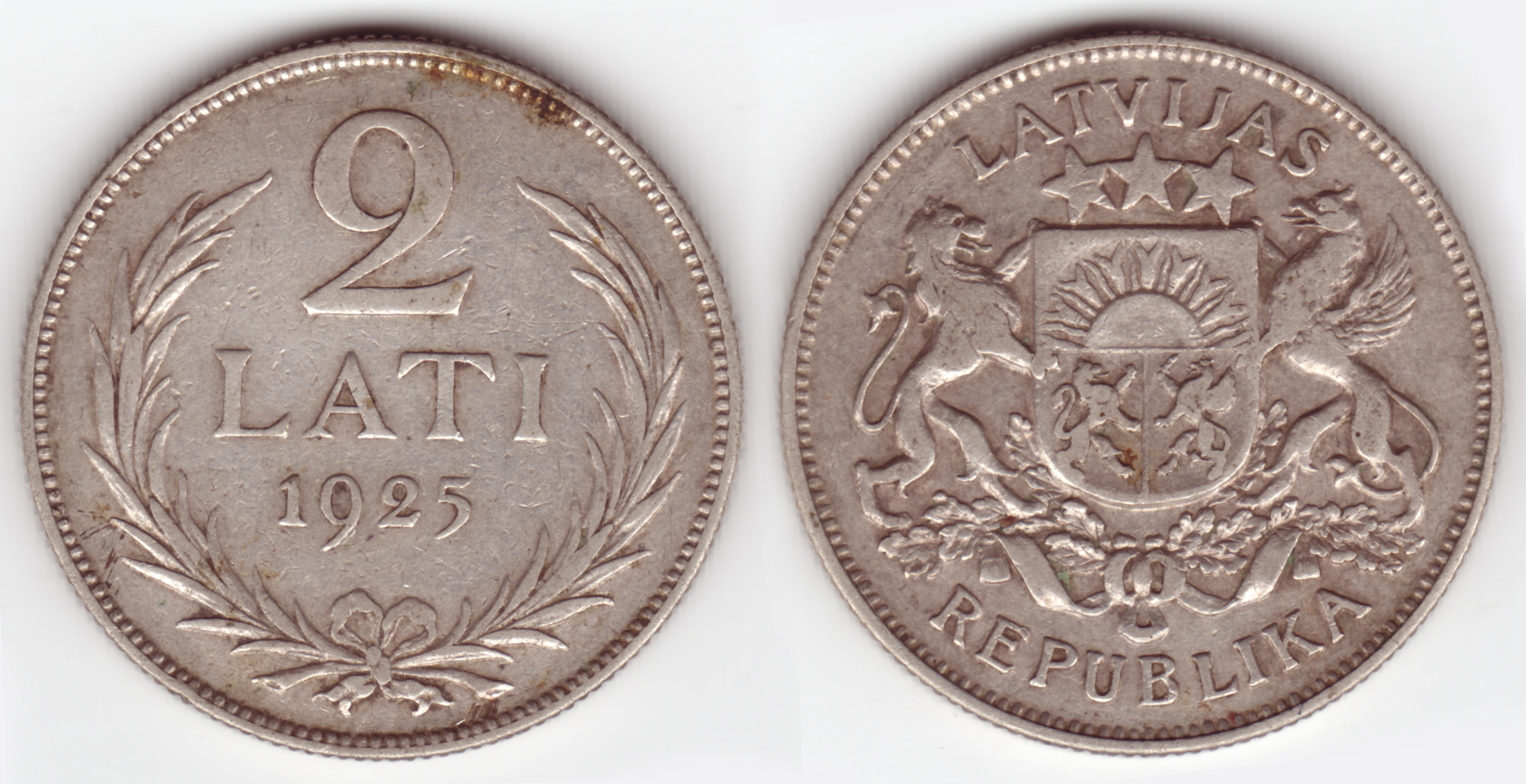
Монета 2 лата, 1925 г.

Деньги, выпущенные различными политическими и военными режимами, еще какое-то время продолжали циркулировать в экономике по разным обменным курсам. 27 марта 1919 г. 1 латвийский рубль равнялся 1 германскому восточному рублю, 2 немецким маркам и 1,5 царским рублям. 3 августа 1922 г. была введена новая валюта — лат, состоявший из 100 сантимов. Один лат приравнивался к 50 латвийским рублям и 0,2903 граммам золота. В 1923 году был основан Банк Латвии.

## Строительство и архитектура
По мере стабилизации государственной экономики строительство новых жилых и общественных зданий возобновилось примерно в 1925 году. За это время еще не сложилось нового стиля в архитектуре, поэтому в дизайне зданий прослеживаются отголоски модерна и национального романтизма. Также используются более старые стили, такие как рококо в Splendid Palace, построенном в 1920-е годы. С 1925 года здания часто строились в стиле ар-деко, с использованием геометрических фигур в дизайне и отделке. Их можно увидеть у телефонной централи на улице Кр. Барона 69 (1928), а также у Рижского народного дома (1929), Рижской английской гимназии (1932), здания банка на улице Смилшу, 1 (1929), павильонов Рижского центрального рынка (1925), дома на улице Аусекля 3 (1927).
Начиная с 1927 г. ар-деко уступает место функционализму/модернизму, который был отчетливо лаконичен и геометричен, с закругленными углами и отказывался от украшения фасада. В этом стиле было построено большинство довоенных общественных и жилых зданий, особенно в жилых районах Тейка (около 500 зданий), Межапарк (около 180 зданий) и в частном районе пруда Марас. Хорошие образцы этого стиля можно увидеть на улице Стабу 4 (1932 г.), улице Элизабетес 51 (1928 г.), банках и жилых домах на улице Вальню, санатории Тервете (1930 г.). Эйжен Лаубе критиковал этот стиль как безжизненный, однообразный и пугающий.
По всей Латвии началось строительство школ, более 20 из них были построены по стандартизированному проекту, который разработал начальник строительно-технического управления Министерства образования Индрикис Бланкенбургс — Немецкая гимназия в Агенскалнсе, Илукстская 1-я гимназия, Пумпурская средняя школа и др..
Наряду с современными стилями в архитектуре широко использовалась неоэклектика/неоклассицизм. Этот стиль представляют Валкский народный дом (1924 г.), Гулбенский железнодорожный вокзал (1925 г.), Гулбенское профессиональное училище (1927 г.), здание банка в Кулдиге (1934 г.) и т. д.
Наиболее заметными архитекторами этих лет считаются Павилс Дрейманис, Теодор Хермановский, Пауль Мандельштам, Александр Клинклавс, Индрикис Бланкенбург.

## Хронология
- 17-18 апреля 1920 г. Выборы в Учредительное собрание.
- 1 мая 1920 г. Учредительное собрание созывается на первое заседание.
- 5 мая 1920 г. Учредительное собрание учреждает комиссию по созданию конституции под руководством Маргерса Скуениекса.
- 12 июня 1920 г. Соглашение с Советской Россией о реэвакуации военных беженцев.
- 15 июля 1920 г. Временное соглашение о возобновлении сообщений между Латвией и Германией.
- 11 августа 1920 г. заключен Рижский договор.
- 16 сентября 1920 г. Принят закон об аграрной реформе.
- 18 сентября 1920 г. Был учрежден Военный орден Лачплесиса.
- 16 декабря 1920 г. Лига Наций решает не принимать Латвию.
- 26 января 1921 г. Верховный Совет Антанты де-юре признает независимость Латвии.
- 22 сентября 1921 г. Латвия принята в Лигу Наций.
- 15 февраля 1922 г. Учредительное собрание принимает конституцию (Сатверсме).
- 28 июля 1922 г. США признают Латвию де-юре.
- 3 августа 1922 г. Введён латвийский лат.
- 7-8 октября 1922 г. 1-е выборы в Сейм.
- 14 ноября 1922 г. Сейм избирает Яниса Чаксте президентом.
- 22 июня 1923 г. Заключен договор о торговле и судоходстве с Великобританией.
- 1 ноября 1923 г. Заключен оборонный союз с Эстонией.
- 14 апреля 1924 г. Сейм утверждает Аграрную реформу.
- 24 марта 1924 г. Учрежден Орден Трех Звезд.
- 26 июня 1924 г. Территориальная реформа разделяет Латвию на округа.
- 22 февраля 1925 г. Официальный визит Яниса Чаксте в Эстонию.
- 3-4 октября 1925 г. 2-е выборы в Сейм.
- 15-20 мая 1926 г. Государственный визит Яниса Чаксте в Финляндию.
- 1926 г. Подписание торгового соглашения с Германией.
- 8 апреля 1927 г. Сейм избирает президентом Густава Земгалса.
- 2 июня 1927 г. Заключение торговый договор с СССР.
- 6-7 октября 1927 г. 3-е выборы в Сейм.
- 9 апреля 1930 г. Сейм избирает президентом Альберта Квиесиса.
- 3-4 октября 1931 г. 4-е выборы в Сейм.
- 5 февраля 1932 г. Соглашение между Латвией и СССР о ненападении и мирном разрешении конфликтов.
- 4 апреля 1933 г. Альбертс Квиесис избран на второй срок.
- 7 октября 1933 г. Открыт Лиепайский сахарный завод.
- 15 мая 1934 г. Заседание Сейма заканчивается, после чего следует государственный переворот.